# Frades de la Sierra
Frades de la Sierra est une commune de la province de Salamanque dans la communauté autonome de Castille-et-León en Espagne.